# Samo jednom se ljubi (album)
Samo jednom se ljubi studijski je album hrvatskoga glazbenika, skladatelja i glazbenog producenta Ilana Kabilja. Album je 2000. objavila diskografska kuća Croatia Records.

## Popis pjesama
1. "Samo jednom se ljubi" – 4:09
2. "Još uvijek čekam te" – 4:03
3. "Kriva si za sve" – 3:53
4. "Malo ljubavi" – 3:44
5. "Igrrra" – 4:48
6. "Tako te želim" – 4:04
7. "Punani" – 3:43
8. "Moonlight sonata" (Remix) – 4:17
9. "Tvoje tijelo" – D'Knock Radio Mix (Ilan & D'Knock) – 4:31
10. "Samo jednom se ljubi" (Hard) – 4:09
11. "Alle ." (Mix By Neno DJ) – 3:32
12. "On The Beach" (Instrumental) – 5:17
13. "Intro" – 0:28
14. "Record Intro" – 0:37

## Vanjske poveznice
- Discogs.com – Ilan Kabiljo: Samo jednom se ljubi